# Алін Василь Іванович
Васи́ль Іва́нович А́лін (1914—1998) — радянський військовик, учасник Другої світової війни, підполковник, почесний громадянин Бердичева.

## Життєпис
Народився 1914 року в селі Серьогово Чердинського повіту Пермської губернії у селянській родині. Закінчив школу фабрично-заводського учнівства в місті Усольє, працював слюсарем-інструментальником на Березниковському хімічному комбінаті. Здобув спеціалізовану освіту в Березниковському хімічному технікумі.
1936 року призваний до лав РА, 1938-го закінчує Чкаловську військово-авіаційну школу льотчиків, 1942-го — Вищу офіцерську школу.
В часі німецько-радянської війни з червня 1941-го воював у званні командира ланки 10-го авіаційного полку 3-ї гвардійської авіадивізії 3-го гвардійського авіакорпусу. До квітня 1944 року гвардії капітан Василь Алін здійснив 269 бойових вильотів по знищенню ворожих об'єктів у глибокому тилу. Брав участь у бомбардуваннях військових об'єктів в Варшаві, Данцігу, Гельсінкі, Інстербурзі, Кеніґсберзі, Констанці, Тільзиті.
По закінченні війни продовжив службу у ВПС СРСР, від 1958 року — підполковник запасу. Проживав у місті Бердичів, працював слюсарем на верстатобудівному заводі «Комсомолець». З дружиною виховали дочок.
Помер 1998 року, похований на військовій ділянці міського кладовища.

### Нагороди та вшанування
- медаль «Золота Зірка» (№ 4356, 19.8.1944)
- 2 ордени Леніна
- 3 ордени Червоного Прапора
- орден Вітчизняної війни 1 ступеня
- орден Червоної Зірки
- медаль «За перемогу над Німеччиною»
- медаль «20 років перемоги у ВВВ»
- медаль «30 років перемоги у ВВВ»
- медаль «40 років перемоги у ВВВ»
- почесний громадянин Бердичева (1984)
- на будинку в Бердичеві, де проживав та у школі, яку закінчив Василь Алін, встановлено меморіальні дошки